# Maizières-lès-Metz
Maizières-lès-Metz là một xã trong vùng hành chính Lothringen, thuộc tỉnh Moselle, quận Metz-Campagne, tổng Maizières-lès-Metz. Tọa độ địa lý của xã là 49° 13' vĩ độ bắc, 06° 09' kinh độ đông. Maizières-lès-Metz có điểm thấp nhất là 159 mét và điểm cao nhất là 206 mét. Xã có diện tích 8,92 km², dân số vào thời điểm 1999 là 9344 người; mật độ dân số là 1047,5 người/km². Xã nằm về phía bắc của Metz.

## Các thành phố kết nghĩa
- Bukowsko, Ba Lan